# Stizolobato sintasi
La stizolobato sintasi è un enzima appartenente alla classe delle ossidoreduttasi, che catalizza la seguente reazione:
3,4-diidrossi-L-fenilalanina + O2 ⇄ 4-(L-alanin-3-il)-2-idrossi-cis,cis-muconato 6-semialdeide
Avviene la chiusura dell'anello e l'ossidazione del prodotto intermedio, con il NAD(P)+ come accettore, formando acido stizolobico. L'enzima richiede Zn2+.